# رون بلومكفيست
رون بلومكفيست هو راكب الكنو سويدي، ولد في 6 مارس 1925، وتوفي في 22 أكتوبر 2010.

## وصلات خارجية
- رون بلومكفيست على موقع أوليمبيديا (الإنجليزية)
- رون بلومكفيست على موقع اللجنة الأولمبية السويدية (السويدية)